# Odontophrynus reigi
Odontophrynus reigi — вид жаб родини Odontophrynidae. Виокремлений у 2021 році з виду Odontophrynus americanus на основі морфологічних, остеологічних, біоакустичних, цитогенетичних та молекулярних даних.

## Назва
Вид названо на честь аргентинського зоолога та палеонтолога Освальдо Альфредо Рейга, в подяку за його помітний внесок у біологічні науки Південної Америки.

## Поширення
Вид поширений на півдні Бразилії, сході Парагваю та північному сході Аргентини. Живе в субтропічних і тропічних саванах.

## Опис
Вид характеризується середніми розмірами; ростральні та очно-ніздрьові залозисті бородавки добре розвинені; на спинці є кілька довгих залозистих горбків поздовжньо орієнтованих, кілька середніх, майже округлих, темно-коричневих спинних плям. Світла середньо-спинна смуга безперервна і чітко окреслена або обмежена головою та уростильними областями. Середньо-спинна, міжорбітальна і дорсолатеральна смуги з помірно білуватим відтінком, світло-коричневим або червонуватим забарвленням.